# Great Tibetan Marathon
De Great Tibetan Marathon (Grote Tibetaanse Marathon) is een jaarlijks terugkerende marathon in Noord-India, ook wel bekend als klein Tibet (Ladakh).
De marathon is bijzonder gezien het feit dat het plaatsvindt op een hoogte van 3500 meter. Vanwege de grote hoogte is het zuurstofgehalte in de lucht extreem laag, waardoor de marathon een extra uitdaging is.
De plaats van de marathon in de Himalayagebergte maakt dat het door  de natuur koerst in een Tibetaans boeddhistische omgeving. De start vindt plaats door middel van het blazen op grote boeddhistische dungchen-hoorns en alle lopers worden tevoren gezegend door boeddhistische monniken die ook dienstdoen als helpers tijdens de wedstrijd.
De marathon van 2007 vond plaats op 21 juli met een klein internationaal veld aan lopers. De afstanden waren een hele en een halve marathon en de 10 km en 5 km. De snelste tijd werd gelopen door de Deen Jan Petersen met een tijd van 3:22.06. De snelste vrouw, Lykke P. Andersen, kwam eveneens uit Denemarken met een tijd van 4:36.57. Beide sporters hadden meer dan 20 minuten voorsprong op hun eerste achtervolger.
De marathon van 2008 vond plaats op 19 juli. Het kende dezelfde afstanden als 2007. De winnaar was Trausti Valdimarsson uit IJsland met een tijd van 3:44.50. Bij de vrouwen won Maricruz Lopez uit Mexico met een tijd van 4:27.09.
De Great Tibetan Marathon van 2009 vindt eveneens plaats op 19 juli.

## Uitslagen
| Editie | Datum        | Eerste man           | Nationaliteit | Tijd    | Eerste vrouw      | Nationaliteit | Tijd    |
| ------ | ------------ | -------------------- | ------------- | ------- | ----------------- | ------------- | ------- |
| 1      | 21 juli 2007 | Jan Petersen         | DEN           | 3:22.06 | Lykke P. Andersen | DEN           | 4:36.57 |
| 2      | 19 juli 2008 | Trausti Valdimarsson | ISL           | 3:44.50 | Maricruz Lopez    | MEX           | 2:38.54 |
| 3      | 18 juli 2009 | Stanzin Otsal        | IND           | 3:24.59 | Leanne Juul       | RSA           | 3:58.08 |